# 5364 Christophschafer
5364 Christophschafer este o planetă minoră (asteroid), cu un diametru de 12,248 km, din centura de asteroizi. A fost descoperită pe 2 septembrie 1980 la Observatorul Kleť de Zdeňka Vávrová⁠(d) și a fost numită după Christoph Schäfer⁠(d). 
Obiectul prezintă o orbită caracterizată de o semiaxă mare de 2,4578634 UAi, o excentricitate de 0,199704, o înclinație de 3,11384 ° în raport cu ecliptica.